# 布雷克·馬斯特斯
布莱克·盖茲·马斯特斯（英語：Blake Gates Masters，1986年8月5日—）為一名美国創業投资家及政治候选人。马斯特斯经常被視为是商人彼得·泰爾的门徒，而他也根据自己2012年在史丹佛法学院做的笔记，在2014年与泰爾合着了《从零到一》。
2022年8月，馬斯特斯在2022年亚利桑那州参议院选举初選中成為共和黨提名的候選人。他在同年11月的選舉中輸給了现任民主党籍參議員马克·凯利。